# 仁寿 (大理)
仁寿（1227年—1238年）是大理国皇帝段智祥的第三個年号，共計12年。
李兆洛《纪元编》等写作“天开元寿”，误与之前年号天开相连。
1935年楚雄城北蓮花池發現的《高生福墓幢》及1979年大理五華樓出土的《故高姬墓銘碑》，証實段智祥確實有仁壽年號。
起訖年，方詩銘、李崇智、段玉明、李家瑞作？－1238年，王雲、黃德榮作1227年－1238年。

## 年號及改元出處
- 倪輅《南詔野史》：「宋寧宗開禧元年（1205）立，改元天開。……智祥在位三十四年卒。」
- 胡蔚《增訂南詔野史》：「南宋寧宗乙丑開禧元年（1205）即位。明年（1206），改元天開，又改元天輔、仁壽。……理宗戊戍嘉禧二年（1238），智祥禪位為僧，在位三十三年。」
- 王崧《雲南備徵志》：「宋寧宗開禧元年（1205）即位，改元天開。……十一月帝薨，在位三十四年。」
- 諸葛元聲《滇史》：「段氏二十世智祥，以宋寧宗開禧元年乙丑（1205）立，改元天開。……宋理宗寶慶三年丁亥（1127），智祥改元仁壽。凡在位三十四年，至戊戌（1138），禪位于子祥興。」
- 李京《雲南志略》：「子智祥立，改元天開、天輔、仁壽。在位三十四年。」
- 楊慎《滇載記》：「智祥以宋寧宗開禧元年（1205）立，改元天開、仁壽。」
- 馮蘇《滇考》：「寧宗開禧元年（1205），弟智祥立，改元天開。……理宗寶慶三年（1127），智祥改元仁壽，在位三十四年。」
- 《白古通記淺述》：「智祥立三十四歲。」
- 《高生福墓幢》：「於仁壽四年十月廿三日奄疾，薨于硪碌故第，越翼月火化山麓，卜宅兆而安厝。」[7]
- 《故高姬墓銘碑》：「仁壽五年五月二十八日。」[8]
- 《王般若昌墓碑》：「王氏諱般若昌，以仁壽辛卯歲生。」

## 紀年對照表
| 仁壽 | 元年   | 二年   | 三年   | 四年   | 五年   | 六年   | 七年   | 八年   | 九年   | 十年   |
| ---- | ------ | ------ | ------ | ------ | ------ | ------ | ------ | ------ | ------ | ------ |
| 公元 | 1227年 | 1228年 | 1229年 | 1230年 | 1231年 | 1232年 | 1233年 | 1234年 | 1235年 | 1236年 |
| 干支 | 丁亥   | 戊子   | 己丑   | 庚寅   | 辛卯   | 壬辰   | 癸巳   | 甲午   | 乙未   | 丙申   |
| 仁壽 | 十一年 | 十二年 |        |        |        |        |        |        |        |        |
| 公元 | 1237年 | 1238年 |        |        |        |        |        |        |        |        |
| 干支 | 丁酉   | 戊戌   |        |        |        |        |        |        |        |        |

## 同期存在的其他政權年號
- 中國
  - 寳慶（1225年－1227年）：宋－宋理宗趙昀之年號
  - 紹定（1228年－1233年）：宋－宋理宗趙昀之年號
  - 端平（1234年－1236年）：宋－宋理宗趙昀之年號
  - 嘉熙（1237年－1240年）：宋－宋理宗趙昀之年號
  - 正大（1224年－1231年）：金－金哀宗完顏守緒之年號
  - 開興（1231年）：金－金哀宗完顏守緒之年號
  - 天興（1231年－1234年）：金－金哀宗完顏守緒之年號
  - 乾定（1223年－1226年）：西夏－夏獻宗李德旺之年號
  - 寶義（1226年－1227年）：西夏－夏末主李睍之年號
- 越南
  - 建中（1225年－1232年）：陳朝－陳日煚之年號
  - 天應政平（1232年－1254年）：陳朝－陳日煚之年號
- 日本
  - 嘉祿（1225年－1227年）：後堀河天皇之年號
  - 安貞（1227年－1229年）：後堀河天皇之年號
  - 寬喜（1229年－1232年）：後堀河天皇之年號
  - 貞永（1232年－1233年）：後堀河天皇、四條天皇之年號
  - 天福（1233年－1234年）：四條天皇之年號
  - 文曆（1234年－1235年）：四條天皇之年號
  - 嘉禎（1235年－1238年）：四條天皇之年號
  - 曆仁（1238年－1239年）：四條天皇之年號